# الخرخیر
الخرخیر (به عربی: الخرخير) یک منطقهٔ مسکونی در عربستان سعودی است که در استان نجران واقع شده‌است.